# Asma bint Shihab

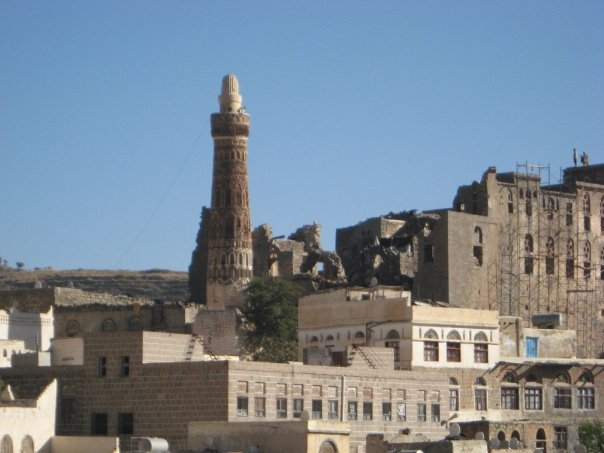
al-Hurrat-ul Malika, su palacio en Yemen.

Asma Bint Shihab al-Sulayhiyya (fallecida  en 1087) fue la reina y cogobernante de Yemen en corregencia con su primo y cónyuge, Ali al-Sulayhi, y más tarde con su hijo Ahmad al-Mukkaram, y nuera, Arwa al-Sulayhi, de 1047 hasta 1087. Su título completo como soberana, "al-Sayyida al-Hurrat-ul" se traduce como «La señora noble que es libre e independiente, la mujer soberana que no se inclina ante ninguna autoridad superior». Como gobernante femenina, Asma bint Shihab tuvo una posición casi única en la historia del mundo musulmán: aunque hubo otras soberanas, consortes oficiales o regentes, en el mundo islámico internacional, Asma bint Shihab y Arwa al-Sulayhi fueron las únicas monarcas femeninas reinantes en el mundo árabe musulmán para las que fue proclamada la jutba en su nombre en las mezquitas, como pedía la tradición para el soberano del país.  

## Vida
Asma bint Shihab se casó con su primo, Ali al-Sulayhi, sultán y fundador de la dinastía Sulayhid. Según los informes, el matrimonio fue feliz, y Ali contó con su apoyo en su ascenso al poder.   

### Primer reinado
Cuando Ali se convirtió en rey  en 1047, la nombró su reina, malika, pero no meramente su consorte, sino que la reconoció formalmente como cogobernante y socia política, gobernando el reino de Yemen a su lado. En reconocimiento de ello, su nombre fue proclamado al lado del de su cónyuge en la jutba, el privilegio tradicional de un soberano en un estado musulmán: la jutba se proclamaba desde los púlpitos de las mezquitas de Yemen en nombre de su marido y en su nombre, dicho después del de su marido y soberano fatimí: fue la primera vez en la historia que el nombre de una mujer se proclamó durante la jutba. Otro hecho casi único fue que la reina Asma bint Shihab «asistió a los consejos con su cara descubierta», es decir sin llevar velo, y además sin ocultarse tras una cortina. Muhammad al-Thawr la describió:

«era una de las mujeres más famosas de su tiempo y una de las más poderosas. Era generosa. Fue una poetisa que compuso versos. Entre los elogios dados a su marido al-Sulayhi por los poetas estaba el hecho de tenerla como esposa.... Cuando comprobó la perfección de su carácter, su marido confió la administración de los negocios estatales a ella. Raramente tomaba decisiones que fueran contra su consejo y la consideró con gran respeto y nunca dio precedencia a una opinión que no fuera suya».

En 1067, durante el peregrinaje a la Meca, el clan Banu Najah bajo Sa'id Ibn Najah, príncipe de Zabid, atacó el grupo de viaje de Ali y Asma, matando a Ali y tomando a Asma prisionera. Estuvo secuestrada en una prisión secreta en Zabid, y según los informes, la cabeza de su cónyuge fue clavada en un poste visible desde su celda. Después de un año de encarcelamiento, consiguió enviar un mensaje a su hijo y nuera en Sana, y su hijo asaltó Zabid y la liberó.

### Segundo reinado
Asma regresó a su reino y asistió a su hijo, Ahmad al-Mukkaram, y nuera, Arwa al-Sulayhi, en la administración del reino hasta su muerte. Cuando vio a su hijo al-Mukarram, lo confirmó como el sucesor de su padre, pero cuando al poco enfermó y quedó paralizado, ella retomó el control como co-regente del reino junto con su nuera Arwa, que era su cogobernante de acuerdo con su hijo, al verse incapaz de gobernar debido a su condición. 

## Legado
La reina Asma fue amada por el pueblo y referida como la Pequeña Reina de Saba, según Muhammad al-Thawr, «algunos poetas, llevados por su admiración a Asma, fueron tan lejos como para declamar que si el trono de la reina de Saba había sido magnífico, el de Asma lo era aún más». Esto es algo notable, dado que la reina de Saba pertenecía a la jahiliyya, el tiempo antes de Islam, el cual era tradicionalmente visto como negativo. Otro nombre utilizado tanto para ella como para su nuera y corregente fue malika hazima: malika significa reina, y hazim era un epíteto otorgado a personas consideradas por haber mostrado la mayor sabiduría y juicio en asuntos políticos. 